# Colibri huppé
Orthorhyncus cristatus
Genre
Espèce
Répartition géographique
Statut de conservation UICN

 LC  : Préoccupation mineure
Statut CITES
Le Colibri huppé (Orthorhyncus cristatus) est une espèce d'oiseaux de la famille des Trochilidae, l'unique représentante du genre Orthorhyncus.

## Description

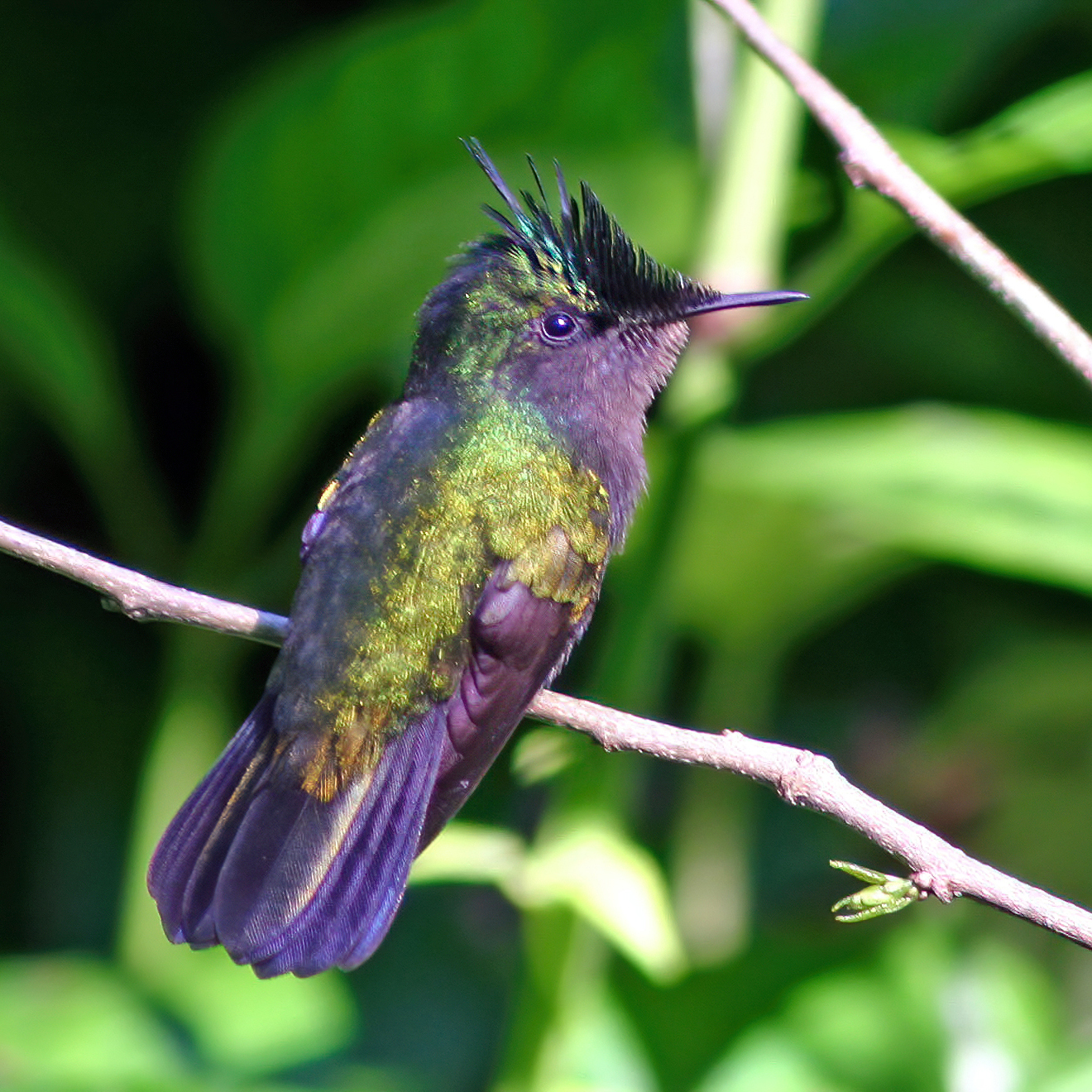
Colibri huppé.

Cet oiseau mesure entre 8 et 9 cm et pèse entre 3,5 g et 4 g. Les mâles et les femelles ne sont pas de la même couleur. Le mâle est vert olive à reflets métalliques. Sa gorge est gris clair. Son ventre et ses pattes sont gris sombre. La plus grande caractéristique du colibri huppé est sa huppe de couleur vert émeraude à reflets métalliques. Elle est aplatie au repos mais se lève lorsqu’il est menacé ou excité. Son bec est noir, fin et droit. La femelle est beaucoup plus terne. Le haut de son crâne et de ses ailes est vert métallique. Le dessous de ses ailes est gris et sa gorge blanche. Elle ne possède pas de huppe.

## Alimentation
Il se nourrit de nectar de fleurs et de petits insectes.
Compte tenu de la taille de son bec, il ne butine pas les mêmes fleurs que les autres colibris.

## Comportement
Il est assez familier. On le voit souvent butiner les massifs fleuries des jardins. Il construit même parfois son nid dans les habitations. Le colibri huppé est agressif pour garder son territoire. Il peut aller jusqu’à poursuivre un oiseau beaucoup plus grand que lui pour le défendre. Il est d'un naturel fier et guerrier.

## Distribution
Cet oiseau vit principalement dans les Antilles, de l'est de Porto Rico à travers les petites Antilles, en Amériques Latines

## Habitat
Le colibri est facile à observer et à rencontrer. Il est présent dans pratiquement tous les biotopes, les mangroves, les forêts sèches ou humides. Il a une préférence pour les régions boisées avec des clairières.

## Reproduction et nidification

Trois vues d'un même nid - Muséum de Toulouse

Il n’y a pas de période de reproduction bien définie, peut-être un peu plus souvent entre février et juillet. La femelle reste 16 jours pour couver ses œufs. Ceux-ci sont blancs, ovales et mesurent à peine 1 cm.
Le nid est un véritable travail d’architecte. Il est souvent collé à une fine branche maintenu par un tissage de toiles d’araignée et de coton. Il forme un tube garni de mousses, de toiles d’araignée et de fil de coton. L’intérieur est en coupe profonde.

## Sous-espèces
D'après Alan P. Peterson, il existe quatre sous-espèces :
- O. c. exilis (Gmelin, JF, 1788) : de Porto Rico à Sainte-Lucie ;
- O. c. ornatus Gould, 1861	: Saint-Vincent ;
- O. c. cristatus (Linnaeus, 1758) : Barbade ;
- O. c. emigrans Lawrence, 1877 : Grenade et Grenadines.